# ザライスク
座標: 北緯54度46分 東経38度53分 / 北緯54.767度 東経38.883度

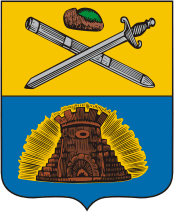
ザライスクの紋章

ザライスク（ロシア語: Зара́йск, Zaraysk）は、ロシア連邦のモスクワ州にある古都。人口は2万736人（2021年）。モスクワの南東162km、オカ川の右支流・オショートル川沿いにある。

## 歴史

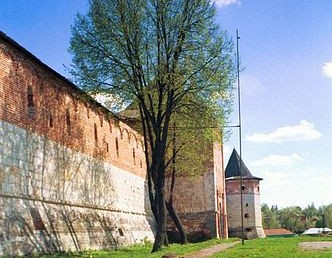
ザライスクのクレムリの西壁

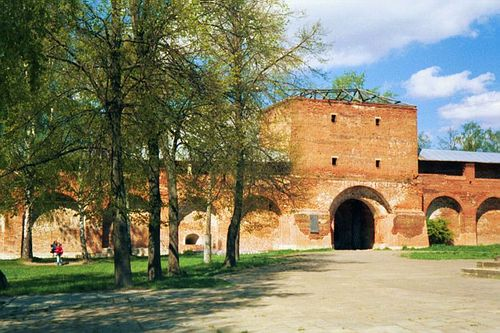
クレムリ内の聖ニコライ塔

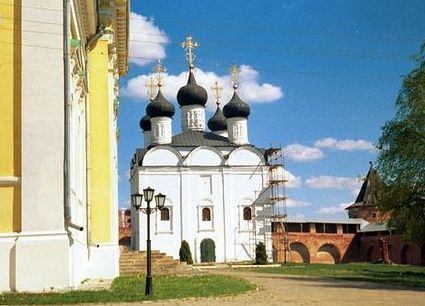
聖ニコライ聖堂（1681年）

2008年の発掘では象牙でできた女性像や骨器などが発見され、旧石器時代から人の居住があったと考えられる。
ザライスクはモスクワ州でも最古の町のひとつである。中世にはリャザン公国に属し、13世紀にはクラスノエと呼ばれていたが、1237年にはモンゴル帝国に襲われ荒廃している。14世紀から15世紀にかけて再興した際にはノヴォゴロドク＝ナ＝オショートルと呼ばれていた。
古いロシア語では川の高い岸辺をザラと呼んでおり、街の名はオショートル川の岸辺にできたことから来ている。1528年からはニコラ・ザラツキーの町と呼ばれ、17世紀初頭になってザライスクという名に落ち着いた。
モスクワ国家（ロシア・ツァーリ国）の時代、モスクワをクリミアやカザンのタタール人から守るために、要塞、樹木、柵、溝などで要塞線を築き南からの襲撃を防ごうとした。この要塞線は逆茂木線（Great Abatis Border）と呼ばれるが、ザライスクはこれを構成する要塞の一つであった。1528年から1531年にかけて、それまでの木造に代えて石造りの壁や塔で囲まれたクレムリ（クレムリン、城塞）が築かれた。1533年、1541年、1570年とタタール人はザライスクを攻略したが、石のクレムリを落とすことはできなかった。17世紀初頭の動乱時代、ポーランドの侵入の際にザライスクは偽ドミトリー2世の軍に占領され、また一時的にポーランドの傭兵部隊リソフシツィにより陥落している。
17世紀末以後、タタールやポーランドの脅威は去り、ザライスクは国境の要塞としての重要性を喪失した。一方で、モスクワとアストラハンを結ぶ街道の途上にあることから商人らが住んだ。18世紀には木造やレンガ造りの家々が立ち並び、1778年には市の地位を得て1796年にリャザン県の一部になった。1929年にモスクワ州に編入される前はザライスクはリャザンを中心とする県や州の一部であり、建築様式や方言もモスクワよりリャザンに近い。
19世紀までは農産物の交易で栄えたが、1847年に建設された新しい街道も1864年に開通したモスクワ・リャザン間の鉄道もザライスクを通らなかったため、市場は次第に衰えた。19世紀末には代わって靴や繊維の工場が建った。1870年には鉄道の支線ができたが、この路線は20世紀に入って廃線となっている。

## 観光
石灰岩とレンガで築いたクレムリは今もザライスクに建ち、保存状態は比較的良い。城塞は非常に小さな長方形をしており、塔は6つしかなく、そのうち2つは城門が貫いている。
ザライスクには古い聖堂も5つあるが、最古のものは1681年に献堂された聖ニコライ聖堂である。ほかには1776年から1788年にかけて建設された至聖三者聖堂、1777年から1795年にかけて建てられた生神女福音大聖堂などがある。
街には、動乱時代の1611年にポーランド・リトアニア連合軍に対する国民軍を率いザライスクを守ったドミトリー・ポジャルスキー公爵の像が建つ。また家族がザライスク付近に館を所有していたフョードル・ドストエフスキーの像も建つ。

## 産業
現在のザライスクはこの地方の産業の中心で、建材、食品、繊維、靴製造などの工場が立地する。
ザライスクには1960年代に作られたナローゲージの電車が通る。鉄道駅はザライスクにはなく最寄り駅はモスクワ・リャザン線が通るルホヴィツィ市にあるが、ザライスクからモスクワ、リャザン、コロムナほか近隣の都市へはバス路線がある。

## 姉妹都市
- ポポヴォ（ブルガリア）